# The Pillory
The Pillory è un film muto del 1916 diretto da Frederick Sullivan.

## Trama
Ruth, figlia illegittima, è cresciuta con una zia che le ha sempre fatto pesare la sua condizione. Alla morte della donna, la ragazza decide di andare a vivere in città per guadagnarsi da vivere. Un'assistente sociale, la signora Reed, scopre che Ruth è la figlia (illegittima) che lei pensava morta alla nascita. La notizia sconvolge suo marito, il giudice Reed, che si separa dalla moglie.
Madre e figlia, ormai riunite, proseguono insieme il lavoro di assistenti sociali. Ma, nei quartieri a rischio che frequentano, non sono insolite le sparatorie: in una di queste la signora Reed rimane ferita. Il marito si precipita da lei ma arriva tardi. Per riparare, il giudice accoglie in casa Ruth. La ragazza avrà così finalmente una vita normale e una famiglia. Anche dopo il matrimonio, Ruth continuerà l'opera meritoria della madre nell'assistenza ai poveri.

## Produzione
Il film fu prodotto dalla Thanhouser Film Corporation.

## Distribuzione
Distribuito dalla Pathé Exchange (Gold Rooster Play), il film uscì nelle sale cinematografiche statunitensi l'8 ottobre 1916.